# Casla
|  | Per a altres significats, vegeu «Casla (Irlanda)». |

Casla és un municipi de la província de Segòvia, a la comunitat autònoma de Castella i Lleó.
| 1991 | 1996 | 2001 | 2004 |
| ---- | ---- | ---- | ---- |
| 150  | 155  | 151  | 167  |